# 亞洲聯網科技
，（譯名亞洲聯網科技有限公司，港交所：679），是一間在百慕達註冊的香港上市公司。集團的主要子公司，亞洲電鍍器材有限公司於1985年在香港註冊。
現時業務在全球經營生產及銷售印刷電路板等電鍍工業產品外，還經營金融、房地產等。
亞洲聯網科技有家族生意的特色，自入主為大股東後，沙田排頭村原居民藍氏五兄弟之中，有三位均先後擔任董事。現時兩位執行董事，為藍國倫、藍國慶。

## 歷史
根據亞洲聯網科技，亞洲聯網科技及子公司亞洲電鍍器材的前身是「亞洲電鍍公司」，早在1966年成立。亞洲聯網科技有限公司（當時名為亞洲企業（集團）有限公司）在1991年1月31日成為上市公司，於港交所主板上市。亞洲聯網科技本身，則大約在1991年在百慕達註冊，再於同年1月23日於香港公司註冊處登記為「註冊非香港公司」；上市公司沒有登記「亞洲企業（集團）有限公司」或「亞洲聯網科技有限公司」為正式中文名稱。據報導，官子明曾為亞洲電鍍器材的大股東。
1997年左右藍國恩、藍國慶兩兄弟，收購了亞洲聯網科技的控股權。資料顯示，藍氏兄弟透過Medusa Group Limited控制Optimist International Limited，而後者則擁有1,940,826,660股亞洲聯網科技，同時兩兄弟個人各持有約6,950萬股，使兩兄弟共同成為公司大股東。而當時只有藍氏兩兄弟為公司執行董事。
2004年，由藍國慶與四兄藍國倫，透過J&A Investment控股的上市公司高信集團（港交所：7），透過全資子公司「佳帆投資有限公司」，認購亞洲聯網科技的可換股票據，其後正式成為亞洲聯網科技的間接母公司，擁有47.37%股權，而藍國慶則直接擁有亞洲聯網科技12.19%股權。
2012年年中，高信集團被凱信銘能源集團收購，收購條款之一是實物分派「佳帆投資」的股票予高信集團的原股東（即藍國慶、藍國倫與公眾股東）。2012年11月實物分派完成後，藍國慶、藍國倫兩兄弟，透過J&A Investment提出以每股0.08港元，向佳帆的公眾股東提出收購，變相私有化佳帆，但藍氏家族對亞洲聯網科技的控股權則不變 。截至2017年，藍國慶擁有80%J&A Investment股權，J&A Investment則擁有89.65%佳帆股權，連同另一間由藍國慶全資擁有的Medusa Group Limited，藍國慶透過三間公司，共間接控制亞洲聯網科技63.55%股權:27, 30。

## 連結
- 官方网站 （繁體中文） （简体中文） （英文）
- 亞洲電鍍器材官方網站（页面存档备份，存于） （英文）